# Requínoa
Requínoa is een gemeente in de Chileense provincie Cachapoal in de regio Libertador General Bernardo O'Higgins. Requínoa telde 27.968 inwoners in 2017 en heeft een oppervlakte van 673 km².